# Мухен
Мухе́н (рос. Мухен) — селище міського типу у складі району імені Лазо Хабаровського краю, Росія. Адміністративний центр та єдиний населений пункт Мухенського міського поселення.

## Населення
Населення — 4068 осіб (2010; 4756 у 2002).